# Andrew Đỗ

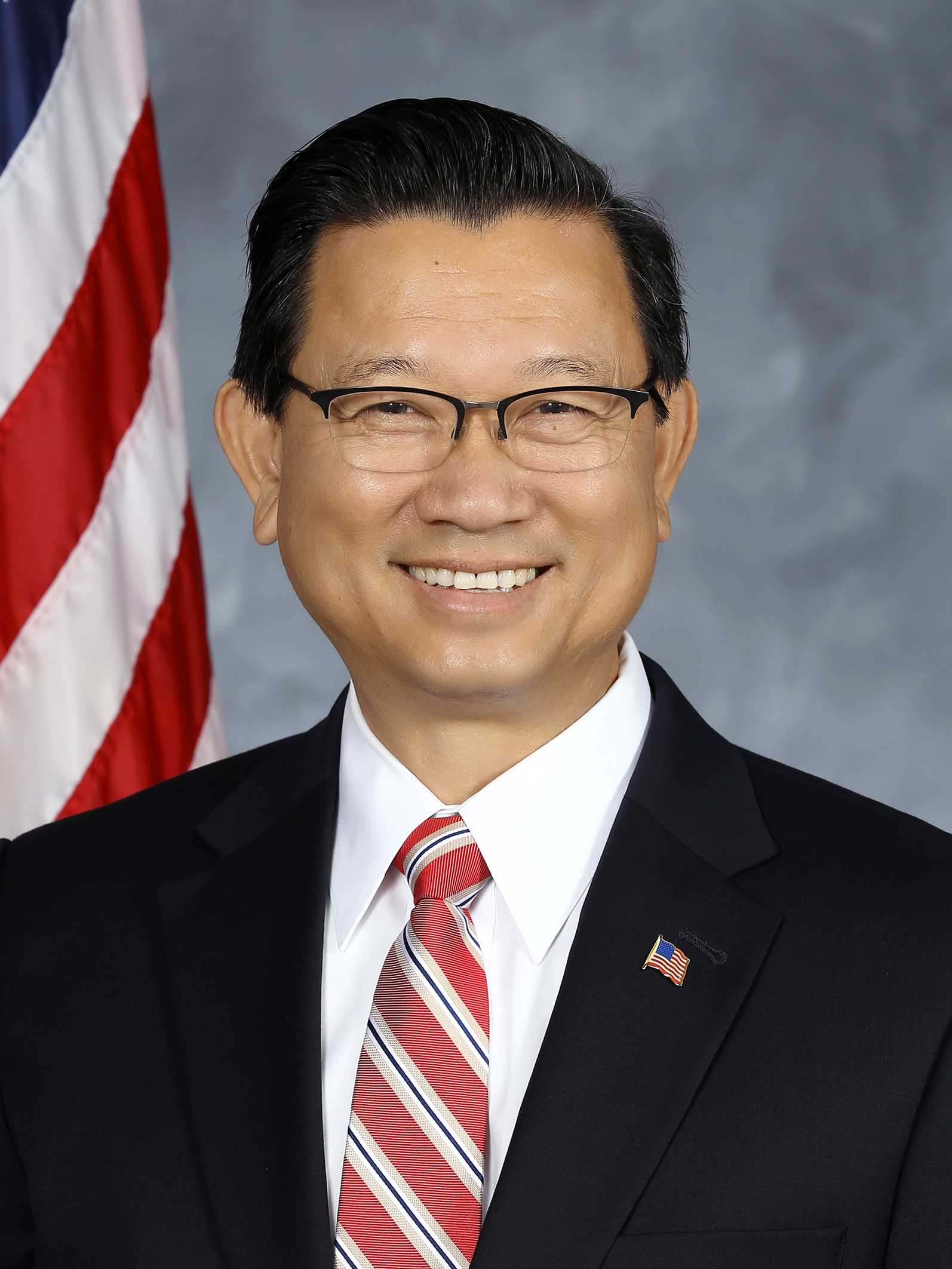
Andrew Đỗ

Andrew Hoàng Đỗ (sinh ngày 23 tháng 4 năm 1963) là một luật sư và chính khách người Mỹ, từng giữ chức vụ Giám sát viên Quận Cam đại diện cho Địa hạt 1 từ năm 2015 đến 2024, khi ông từ chức sau khi nhận tội tham nhũng. Là thành viên Đảng Cộng hòa, ông từng là chủ tịch hội đồng giám sát trong hai nhiệm kỳ và phó chủ tịch trong ba nhiệm kỳ. Ông từng là ứng cử viên Thủ quỹ California năm 2022 nhưng không vượt qua cuộc bầu cử sơ bộ. Trước khi trở thành giám sát viên, ông từng phục vụ trong hội đồng thành phố Garden Grove và là phó biện lý Quận Cam.
Trong suốt sự nghiệp chính trị của mình, ông đã nhận nhiều cáo buộc liên quan đến tham nhũng. Điển hình nhất, trong năm 2024 ông đã nhận nhiều chú ý sau khi bị cáo buộc sử dụng tiền thuế của dân để tiêu xài cho cá nhân, như đưa tiền cho một tổ chức bất vụ lợi do con gái 23 tuổi của ông điều hành để mua nhà. Chính quyền Quận Cam đã kiện ông để đòi lại tiền, rồi FBI sau đó lục soát tư gia của ông và con gái ông. Cuối cùng, ông đã phải từ chức và và nhận tội tham nhũng vào ngày 22 tháng 10 năm 2024.